# American Majority
American Majority (en español: Mayoría estadounidense) es una organización sin ánimo de lucro que ofrece capacitación a los activistas conservadores y a los candidatos políticos en los Estados Unidos. American Majority está registrada como una organización sin fines de lucro 501(c)(3).

## Introducción
American Majority está dedicada a desarrollar una nueva generación de liderazgo estadounidense que rechazará las políticas autodestructivas asociadas con la expansión del gobierno. El presidente de la organización es Ned Ryun, un escritor e hijo del ex-congresista republicano de los Estados Unidos Jim Ryun. Con sede en Purcellville, Virginia, la organización lleva a cabo actividades por todo el país y tiene oficinas en Vermont y Wisconsin. American Majority abrió su oficina de Wisconsin en octubre de 2010. La asociación empezó como una organización afiliada de la alianza Sam Adams.

## Actividades

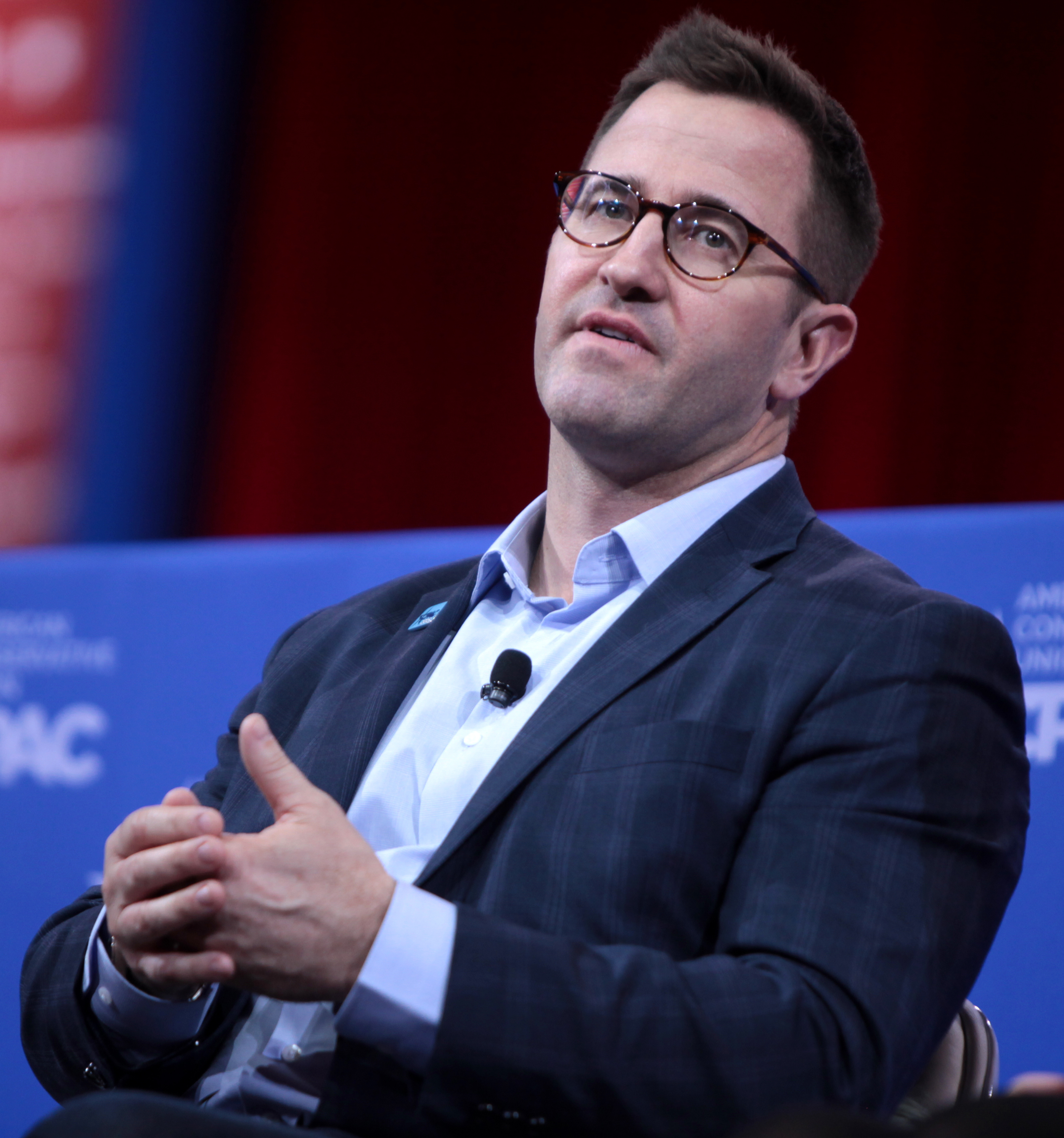
Ned Ryun hablando en la CPAC, en Washington D. C.

La organización hace uso de las redes sociales para difundir sus opiniones e información electoral, y publica guías que ilustran los conceptos básicos de las redes sociales. Ofrecen guías sobre cómo utilizar Twitter y Facebook con fines políticos.

## Historia
En 2010, ocho de los doce candidatos a la junta escolar que la organización capacitó en Oklahoma fueron elegidos. La organización también capacitó a la superintendente de instrucción pública del estado, Janet Barresi, quien fue elegida en 2010.
Cuando comenzaron las Protestas en Wisconsin de 2011, American Majority organizó una manifestación en apoyo de Scott Walker en Madison, Wisconsin.
American Majority también patrocinó sesiones de capacitación en Wisconsin para ayudar en los esfuerzos para apoyar al gobernador Walker.
En el primer aniversario del fallecimiento de Andrew Breitbart, American Majority organizó una capacitación destinada a equipar a los activistas con herramientas para llevar adelante el legado de Breitbart.
En octubre de 2011, el presidente de la organización, Ned Ryun, pidió a Michele Bachmann que abandonara las primarias presidenciales republicanas de 2012.

## Programas
American Majority Racing fue un programa nacional de American Majority. El programa fue diseñado para inscribir a millones de aficionados de NASCAR en un esfuerzo para registrarse e instar a los conservadores a votar en las elecciones de noviembre de 2012. Habiéndose asociado con el piloto de NASCAR Jason Bowles, y con el auto 81 del equipo MacDonald Motorsports, para la temporada de carreras de la serie nacional de NASCAR en 2012, el programa American Majority Racing, fue diseñado para educar a los estadounidenses sobre cómo un gobierno más pequeño y menos gastos mantendrá a los Estados Unidos libres.

## Logros
En la primavera de 2014, los candidatos capacitados por la organización ayudaron a cambiar la junta del pueblo de Menomonee Falls y la junta escolar unificada de Kenosha que pasaron de tener mayorías liberales a estar bajo control conservador.
En 2015, el capítulo de Wisconsin de American Majority había capacitado a 128 candidatos exitosos para cargos estatales y locales, y había realizado 140 capacitaciones en el estado.
Los funcionarios electos de Wisconsin capacitados por la organización incluyen al diputado Michael Schraa, el juez del condado de Ozaukee, Joe Voiland, la exsenadora estatal de Wisconsin, Pam Galloway, el diputado Paul Tittl, el exdiputado Evan Wynn y el diputado Dave Murphy.